# Dolving
Dolving település Franciaországban, Moselle megyében. Lakosainak száma 341 fő (2022. január 1.). Dolving Gosselming, Haut-Clocher, Oberstinzel, Sarraltroff és Sarrebourg községekkel határos.

## Népesség
A település népességének változása:
| Lakosok száma | 316  | 364  | 339  | 341  | 382  | 363  | 352  | 345  | 342  | 341  |
|               | 1968 | 1982 | 1990 | 2006 | 2013 | 2015 | 2017 | 2019 | 2020 | 2022 |